# ビジャ・ラス・エストレージャス

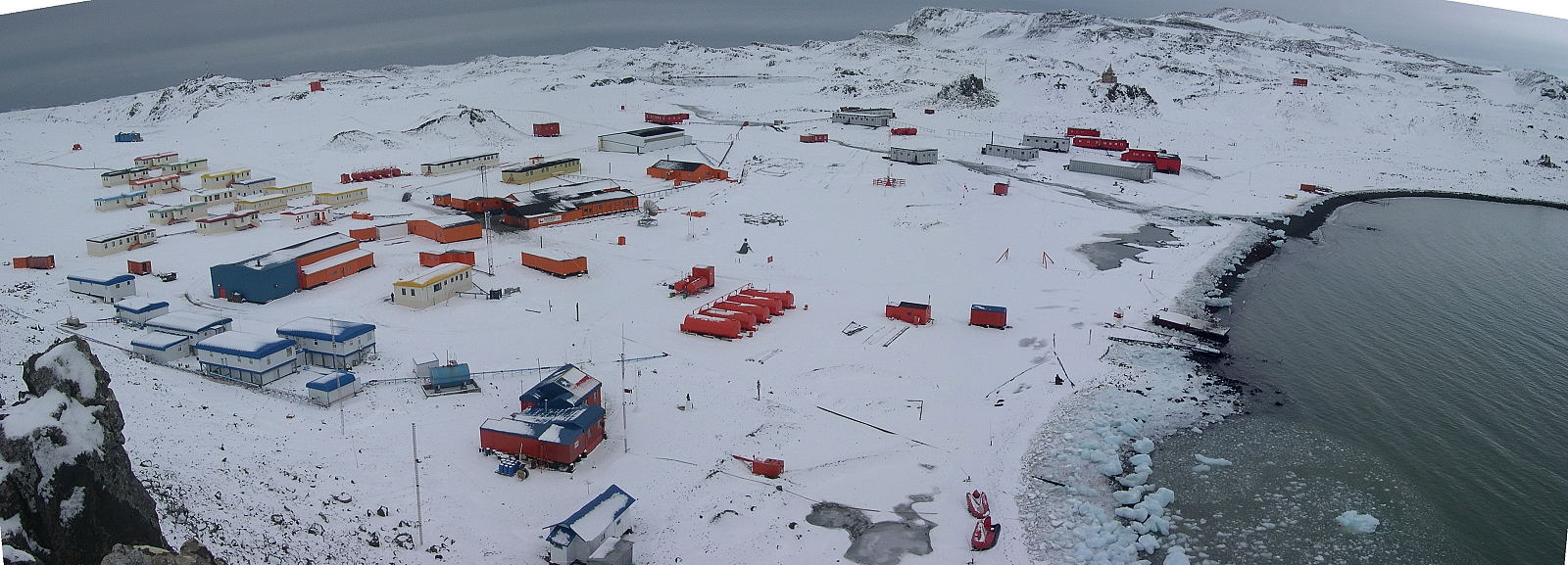
上空より見たビジャ・ラス・エストレージャス

ビジャ・ラス・エストレージャス (Villa Las Estrellas) は、南極圏にあるチリの町。『星の村』という意味である。

## 概要

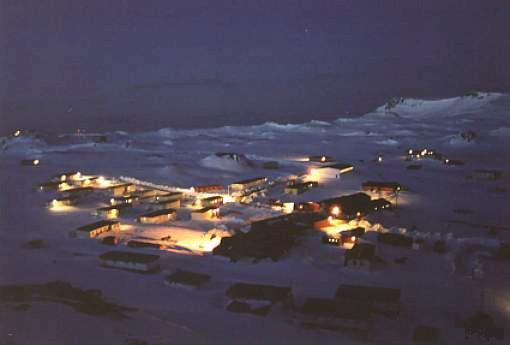
ビジャ・ラス・エストレージャスの夜景

チリが領有権を主張しつつも、南極条約により領有権が棚上げとなっているチリ領南極の領域にあるキングジョージ島にあり、チリ空軍が管理しているエドゥアルド・フレイ・モンタルバ基地（Base Presidente Eduardo Frei Montalva）にある。1984年4月9日開基となる。
位置は、南緯62度12分1.5秒西経58度57分55秒のところにある。
人口は夏冬で変動するが常に住民がおり、その数は80人から150人となる。14棟の個人住宅が建設されている。一時期15人の小学生がいた小学校があるが、小学校のあるエスペランサ基地はより南であり、世界最南の小学校とはいえない。観光客用の最大20人が泊まれる宿泊施設オステル（Hostel）もある。観光客用のみやげ物販売店もある。病院や郵便局も存在する。
この町で暮らすためには移住前に虫垂を切除してくる必要があるほか、犬を飼う事は野生動物保護の観点から禁止されている。

## 1970-80年代の赤ちゃん出産競争
1970年代後半から1980年前半には南極圏の領有権を巡ってビジャ・ラス・エストレージャスはチリとアルゼンチンの間で繰り広げられた赤ちゃん出産競争の舞台となった。アルゼンチンが南極半島に設けたエスペランサ基地に国威をかけて送り込んだ妊婦が南極で初めての子どもを生むと、当時のチリ大統領で独裁者のアウグスト・ピノチェトは対抗して出産だけでなく身ごもることも南極圏でという子供作りのキャンペーンを行いビジャ・ラス・エストレージャスで3人の子供が生まれた。生まれてきた子供にそれぞれの国籍を与えることで領有権の主張に正当性を与えることが目的だった。
YouTubeにも、関連動画がアップロードされている。